# Университет Уаикато
Университет Уаикато (англ. University of Waikato; маори Te Whare Wānanga o Waikato) —  университет в Гамильтоне, Новая Зеландия основанный в 1964 году со вторым кампусом, расположенным в Тауранге.

## История
История университета Уаикато началась в 1956 году после того, как жители Гамильтона запустили петицию об открытии университета для нужд региона Южного Окленда. Группу возглавлял Дуглас Сеймур, барристер, и впоследствии, Энтони Роджерс — брат бывшего долгое время мэром Гамильтона, Дениса Роджерса. Их кампания совпала с нехваткой учителей в 1950-х годах, которая побудила правительство Новой Зеландии задуматься об открытии педагогического колледжа в регионе. В 1960 году, только что основанный Гамильтонский педагогический колледж вместе с неокрепшим университетом (тогда филиалом университета Окленда), открыли совместный кампус на сельхозугодьях в Хиллкресте, на окраине города.
В 1964 году эти два учреждения переехали в свой новый дом, а в следующем году в университет Уаикато был официально открыт тогдашним генерал-губернатором сэром Бернардом Фергюссоном.
В то время в университет входили Школа гуманитарных наук и Школа общественных наук. В 1969 году была основана Школа естественных наук (сейчас — Факультет естественных науки и инженерии); в 1972 — Школа менеджмента Уаикато; в 1973 — Школа информатики и вычислительная услуг (которая в конечном счете стала Факультетом компьютерных и математических наук); и в 1990 году — Школы права (ныне Юридический факультет).
В 2014 году Университет стал зоной свободной от курения — курение было запрещено на территории кампуса и в автотранспортных средствах, принадлежащих университету.

## Кампусы
Университет Уаикато работает на базе двух кампусов, расположенных в Гамильтоне и Тауранге. Основной кампус в Гамильтоне занимает более 64 гектаров ландшафтных садов и озер, а также спортивные и рекреационные зоны. В Тауранге, университет делит кампус Виндермере с политехом Бей-оф-Пленти и Бонгард-центр в центральном деловом районе Тауранги. Площадь кампус в Гамильтоне первоначально была занята сельхозугодьями. Проект, созданный архитектором Джоном Блейком-Келли в 1964 году, включает в себя обширные насаждения местных растений, в том числе заросли папоротника, сосредоточенные вокруг трех искусственных озер, созданных путем осушения заболоченных пастбищ.

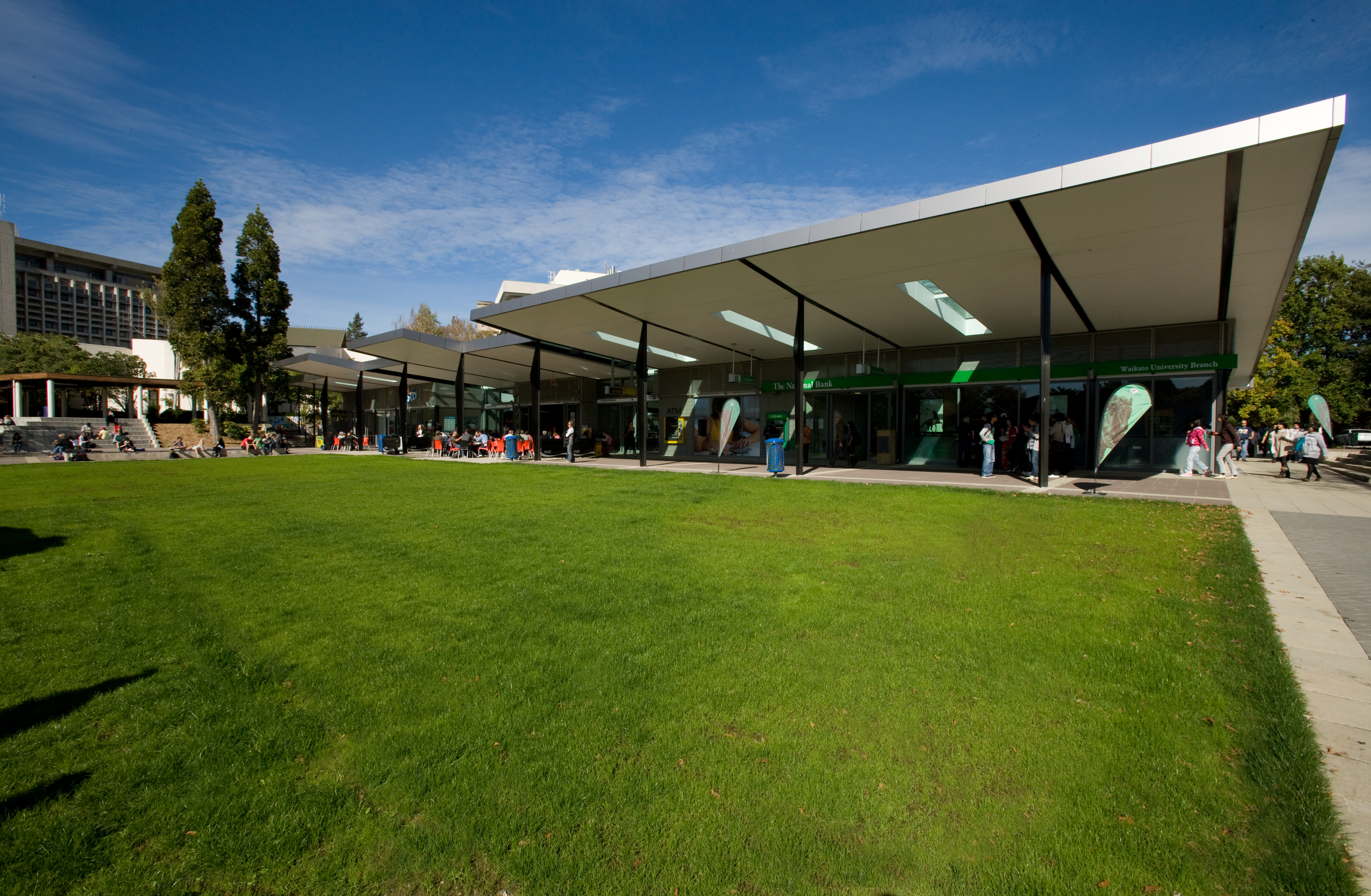
Социальный хаб Университета Уаикато в Гамильтоне.
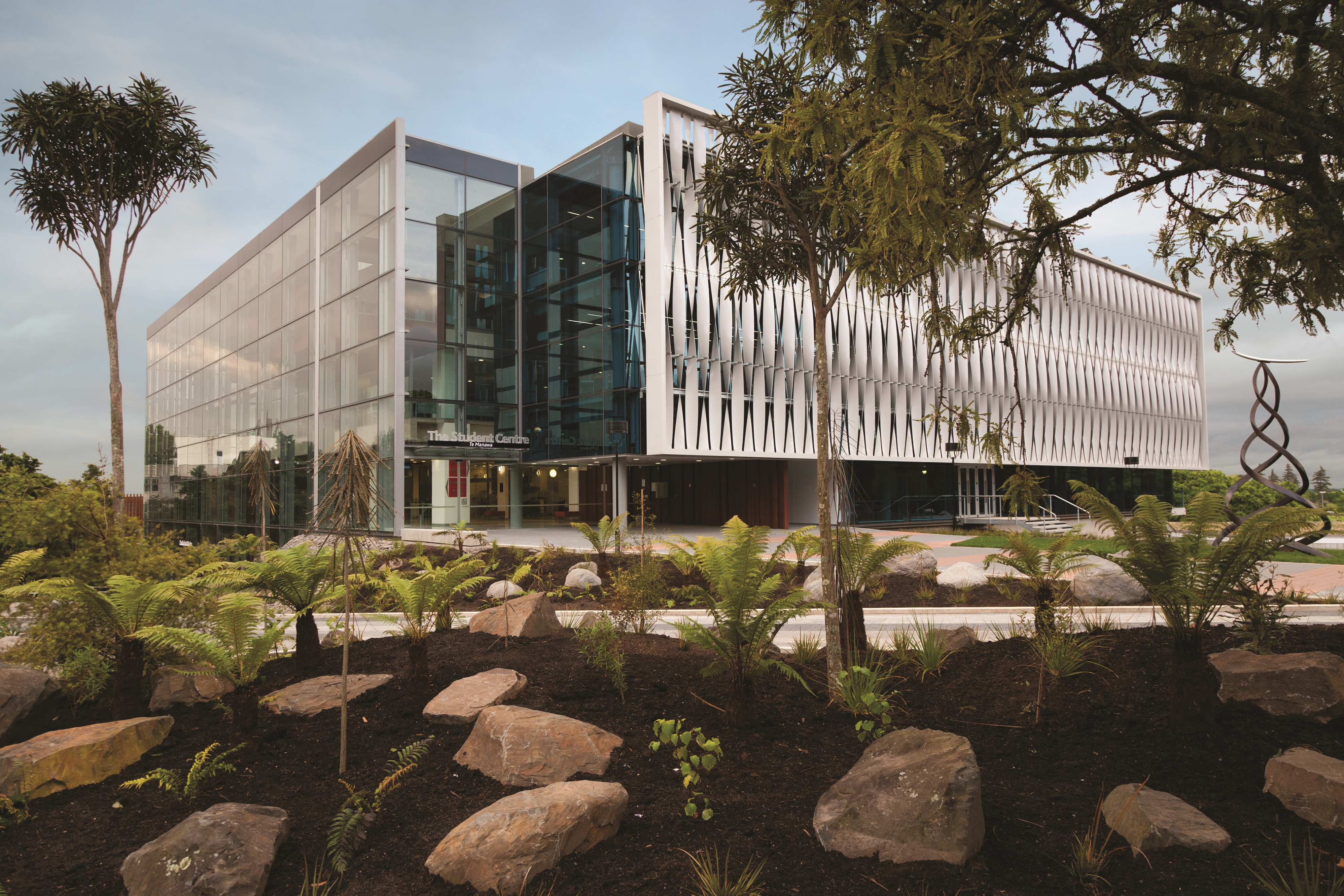
Студенческий Центр Университета Уаикато.
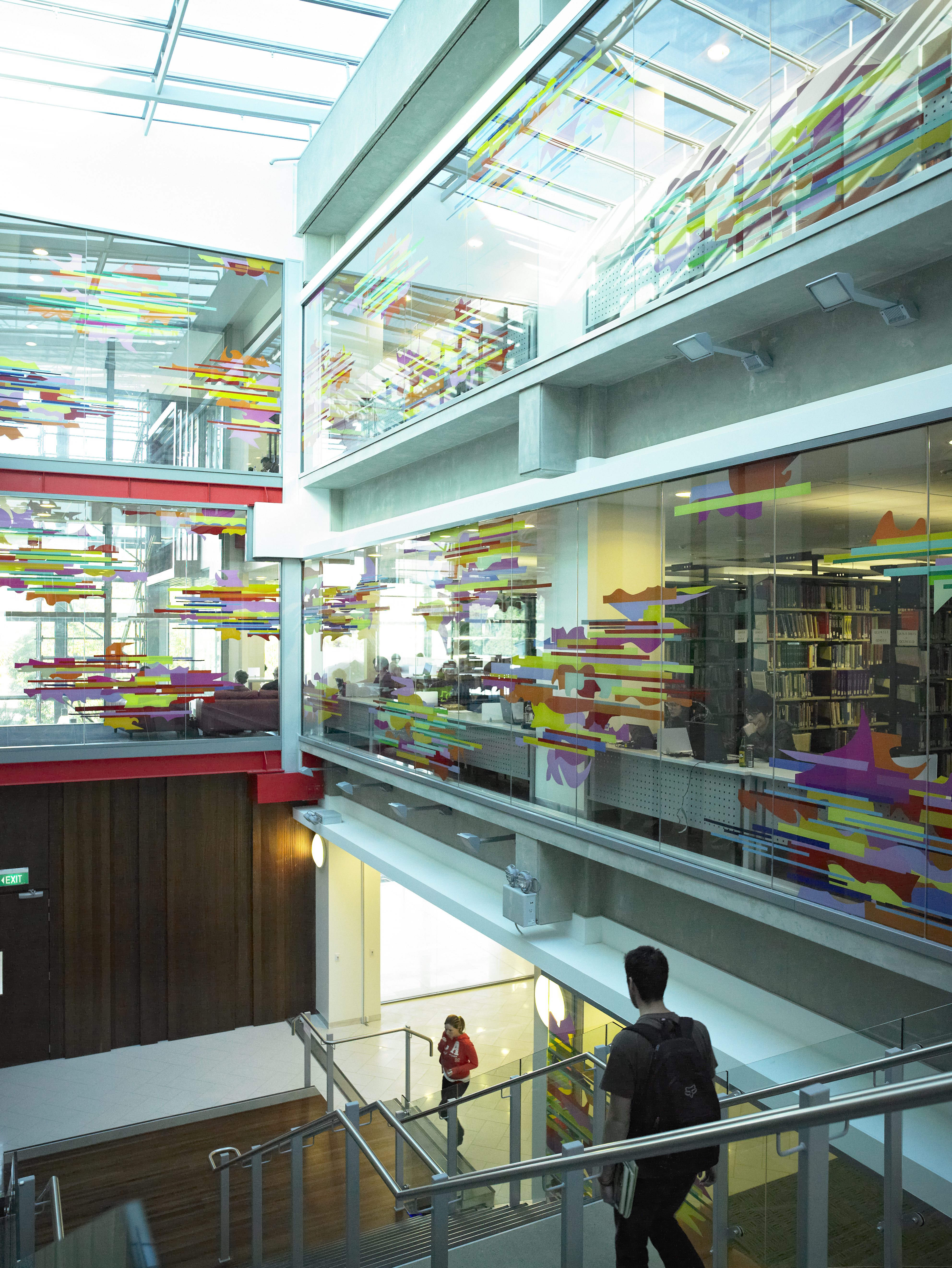
Внутри студенческого центра университета Уаикато.
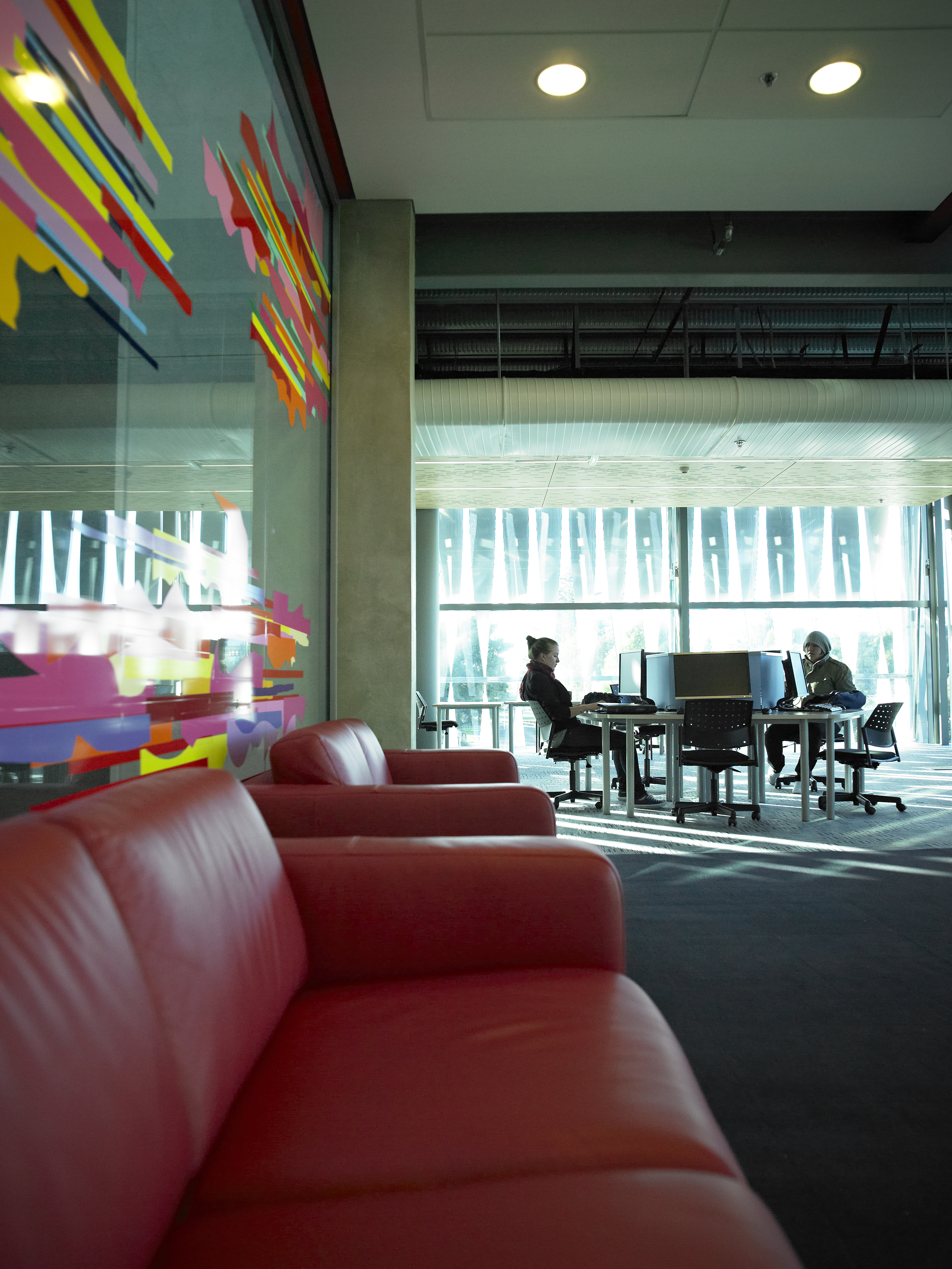
Компьютерная лаборатория внутри студенческого центра университета Уаикато.
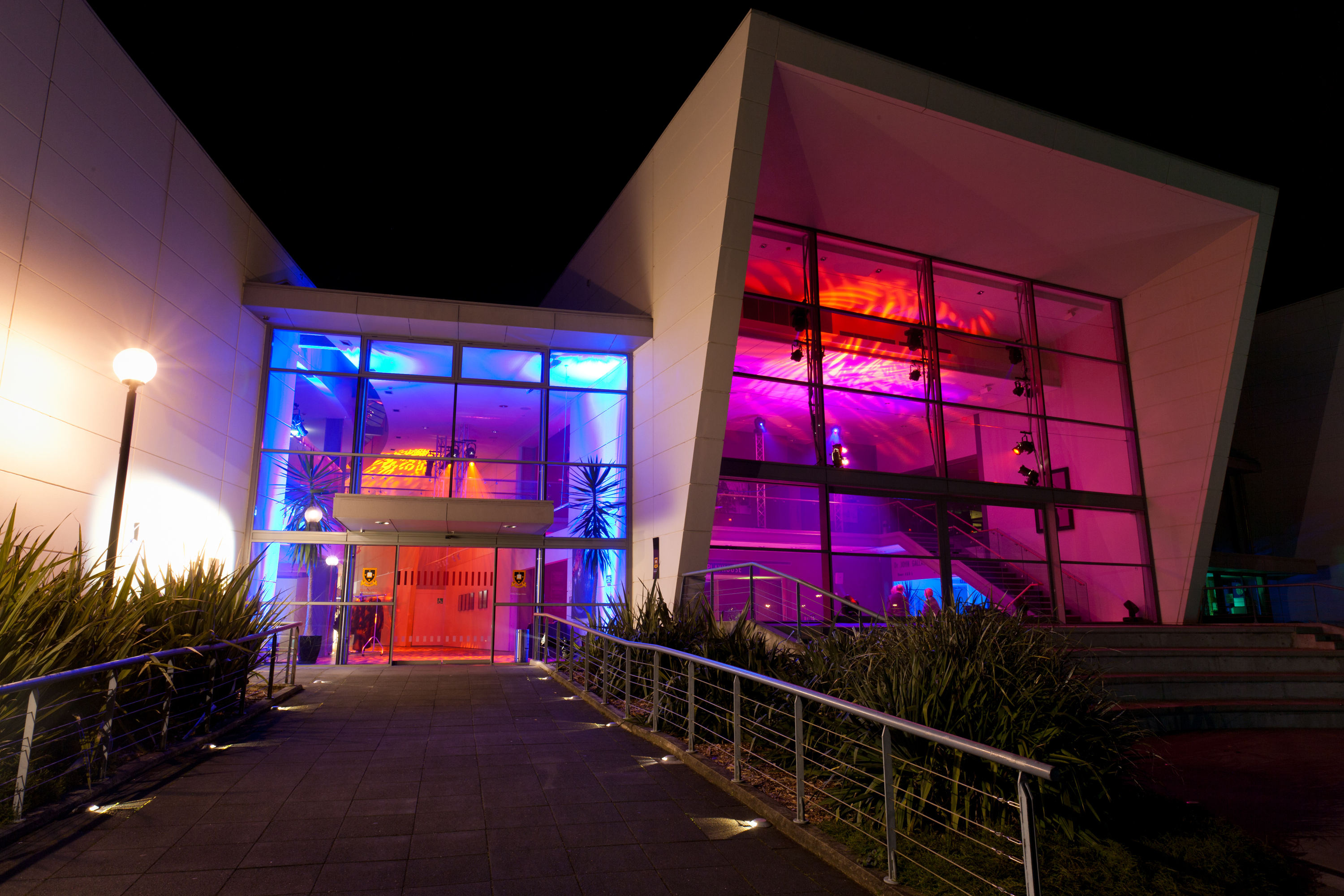
Академия исполнительских искусств Галлахер.
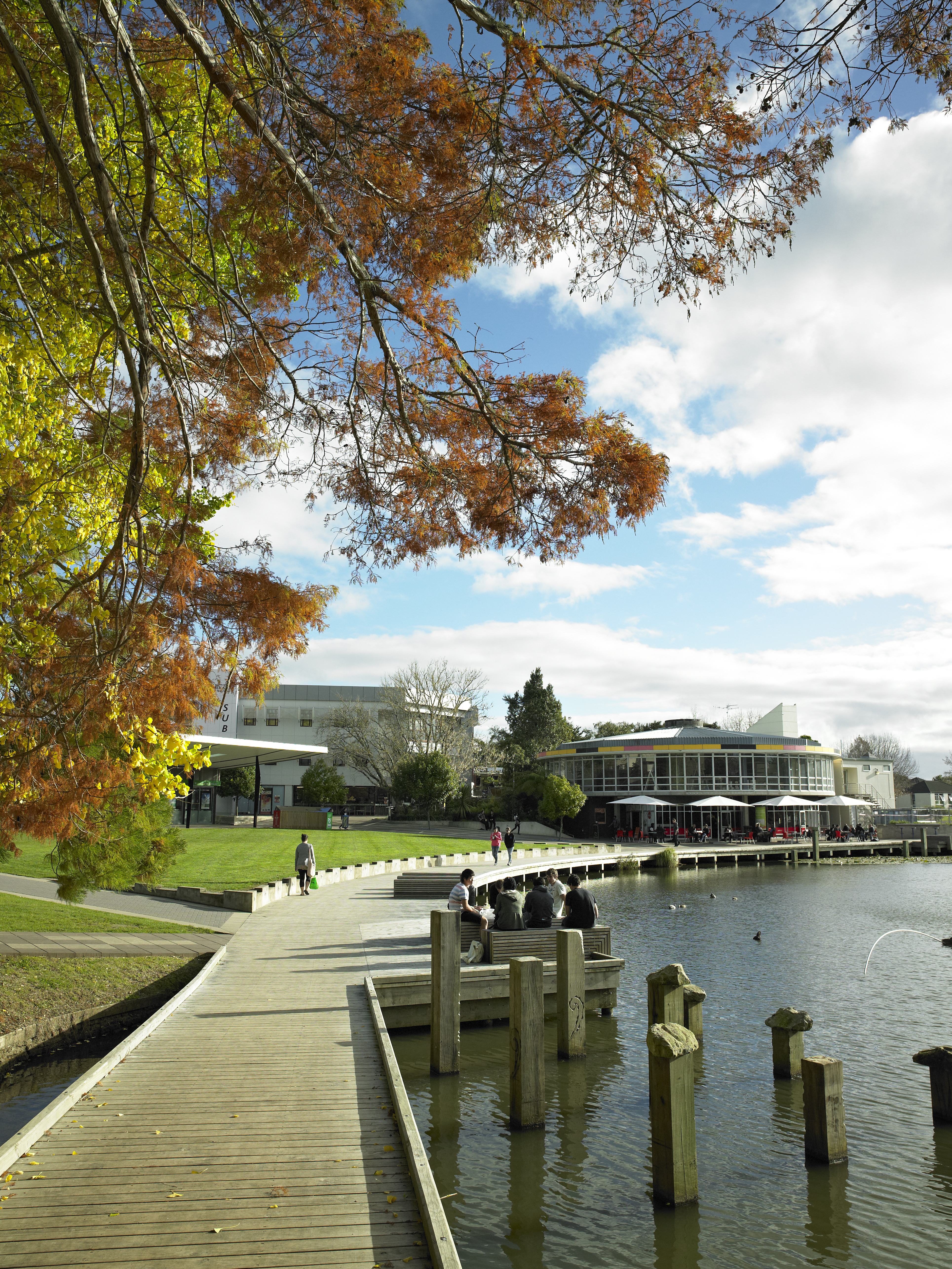
Одно из трех озер на территории кампуса университета Уаикато в Гамильтоне.

Студенческий центр был официально открыт в 2011 году выпускником Университета Уаикато генерал-губернатором Джерри Матепарае.

## Рейтинг
В последнем рейтинге QS 2018, за три года, Университет Уаикато скакнул сразу более чем на 100 позиций на 292 место – в ТОП 1.1% (от 26,000) университетов мира.

## Известные выпускники
- Натан Коэн (выпуск 2012) — двукратный чемпион мира и олимпийский чемпион по гребле[8].
- Джасинда Ардерн — нынешний премьер-министр Новой Зеландии[9].

## Внешние ссылки
- Официальный сайт университета Уаикато